# Hapoel Rishon LeZion 2011-2012
Questa voce raccoglie le informazioni riguardanti l'Hapoel Rishon LeZion nelle competizioni ufficiali della stagione 2011-2012.

## Rosa
Fonte:
| N. |                                 | Ruolo | Calciatore        |
| -- | ------------------------------- | ----- | ----------------- |
|    | Israele (bandiera)              | P     | Ohad Cohen        |
|    | Israele (bandiera)              | P     | Aviran Dalal      |
|    | Serbia (bandiera)               | D     | Stefan Deák       |
|    | Israele (bandiera)              | D     | Gal Mayo          |
|    | Bosnia ed Erzegovina (bandiera) | D     | Elvis Mešić       |
|    | Israele (bandiera)              | D     | Guy Mishpeti      |
|    | Israele (bandiera)              | D     | Koby Moosa        |
|    | Israele (bandiera)              | D     | Yuval Neeman      |
|    | Israele (bandiera)              | D     | Amiran Shkalim    |
|    | Israele (bandiera)              | C     | Guy Abend         |
|    | Israele (bandiera)              | C     | Omer Atzili       |
|    | Israele (bandiera)              | C     | Dudu Avraham      |
|    | Israele (bandiera)              | C     | Assi Baldot       |
|    | Israele (bandiera)              | C     | Lior Bartekovski  |
|    | Israele (bandiera)              | C     | Sa'ar Benbenishti |
|    | Israele (bandiera)              | C     | Asaf Cohen        |
|    | Israele (bandiera)              | C     | Itay Elkaslasi    |

| N. |                     | Ruolo | Calciatore          |
| -- | ------------------- | ----- | ------------------- |
|    | Israele (bandiera)  | C     | Yarin Halfun        |
|    | Israele (bandiera)  | C     | Yarin Hilel         |
|    | Israele (bandiera)  | C     | Dor Itzhak          |
|    | Ghana (bandiera)    | C     | Imoro Lukman        |
|    | Israele (bandiera)  | C     | Matan Masri         |
|    | Israele (bandiera)  | C     | Rif Mesika          |
|    | Israele (bandiera)  | C     | Hilal Mousa         |
|    | Israele (bandiera)  | C     | Omar Noble          |
|    | Israele (bandiera)  | C     | Gal Sapir           |
|    | Israele (bandiera)  | C     | Ofir Zadok          |
|    | Israele (bandiera)  | A     | Idon Barda          |
|    | Israele (bandiera)  | A     | Ya'akov Berihon     |
|    | Brasile (bandiera)  | A     | David Gomez         |
|    | Israele (bandiera)  | A     | Eyal Ganeli         |
|    | Israele (bandiera)  | A     | Gal Levi            |
|    | Moldavia (bandiera) | A     | Gheorghe Ovseanicov |
|    | Israele (bandiera)  | A     | Eden Shashe         |